# جون دي جونغ
جون دي جونغ (بالهولندية: John de Jong)‏ (8 مارس 1977 لاهاي هولندا - ) هو لاعب كرة قدم هولندي يلعب كلاعب وسط.

## روابط خارجية
- جون دي جونغ على موقع قاعدة بيانات كرة القدم.إي يو (الإنجليزية)
- جون دي جونغ على موقع Soccerbase.com (لاعب) (الإنجليزية)